# Câmaras Magmáticas em dorsais oceânicas e taxa de espalhamento

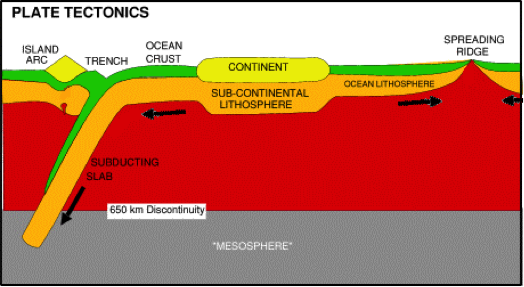
Imagem ilustrativa das diferentes configurações abrangidas nos limites tectônicos.

A formação de dorsais meso-oceânicas são os principais sistemas de dissipação do calor interno do manto para a superfície. O sistema de espalhamento e ascensão da astenosfera gera um processo complexo de produção de crosta oceânica e solidificação do manto pirolítico de forma a gerar basaltos. A litosfera oceânica é diretamente influenciada e sofre extensa alteração na sua espessura. Nos sistemas de margens ativas, a litosfera oceânica experimenta uma significativa alteração hidrotermal na crista do sistema de subducção (imagem abaixo), onde há liberação de fluídos na “Zona de Benioff” à medida que a placa é subduzida. Nesse momento, a crosta é fundida pelo aumento da pressão que gera o aumento das temperaturas de fusão dos minerais silicatados, assim a temperatura do material do manto sólido em profundidade ultrapassa as temperaturas de fusão do manto próximo a superfície. 
A quantidade de fusão gerada nesse sistema depende do calor latente de fusão. Ressalta-se que o valor é mais alto para o material silicatado, e levando em consideração que a temperatura de fusão do peridotito do manto está na faixa de 1100°C e 1700°C, é provável que a maioria dos basaltos pertencentes a placa mais próxima da crista tenha derretimentos parciais do manto. Dessa forma, o magma pode se estagnar em uma câmara na crosta oceânica e iniciar o processo de cristalização. O esquema de uma seção de uma crosta oceânica oceânica, caracterizada por um modelo ofiolítico, é mostrado na imagem abaixo:

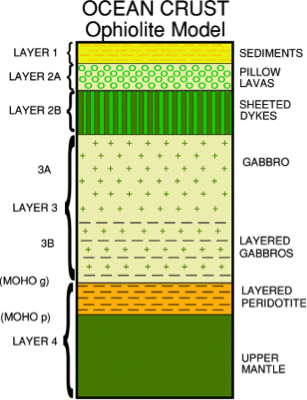
Esquema de seção oceânica caracterizada através de amostra de ofiolito.

## Geometria da câmara magmática x Taxa de espalhamento
A quantidade e a velocidade da taxa de espalhamento da crosta oceânica estão diretamente ligadas à presença de uma câmara magmática sob o eixo da dorsal, apresentando, de forma geral, um lento espalhamento quando a presença da câmara for pouco evidente e um rápido espalhamento quando a mesma for evidente.
O modelo para dorsais de lento espalhamento são definidos por câmaras magmáticas de curta residência crustal, ou seja, translentes ou episódicas, alimentadas por fusões que ascendem diretamente do manto para a dorsal, com taxas insuficientes de fornecimento de magma para o desenvolvimento de câmaras expressivas. Em contrapartida, os modelos para dorsais de rápido espalhamento são definidos por câmaras magmáticas de longa residência crustal (estado estacionário), e é caracterizado por material fundido que ascende e torna armazenado na câmara, passando por diferenciações, geração de cumulados e líquidos basálticos. Nesta configuração são comuns contínuas erupções ao longo do eixo da dorsal oceânica. Para ambos os casos, existem dois tipos de geometria de câmaras magmáticas relacionadas à taxa de espalhamento em questão, sendo o tipo leek e dyke associados ao lento espalhamento e onion e intermediate ao rápido espalhamento.

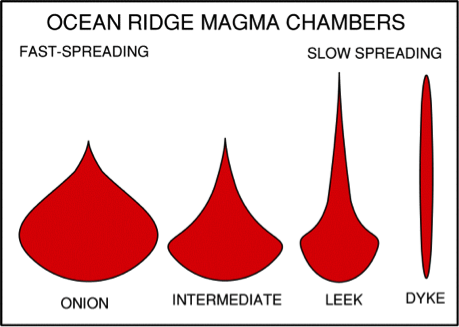
Geometria de câmaras magmáticas de dorsais oceânicas de rápido e lento espalhamento.

## Influência na morfologia da dorsal
Influenciada pela geometria da câmara magmática, a taxa de espalhamento pode acarretar diferenças morfológicas nas dorsais oceânicas, evidenciadas por perfis batimétricos. A causa deste contraste morfológico se deve a um desequilíbrio entre suprimento e demanda, ou seja, entre o volume e/ou presença ou ausência de câmaras magmáticas.
Quando a dorsal apresenta lento espalhamento a menor taxa de fornecimento de magma leva ao resfriamento por condução e circulação hidrotermal, caracterizando dessa forma uma crosta mais fria e menos espessa. A estrutura superficial das cristas de dorsais com espalhamento lento é caracterizada por erupções magmáticas menos frequentes e uma crosta superior mais fria e frágil, ocasionando extensões mais pronunciadas através de falhas normais. O vulcanismo é essencialmente confinado ao fundo do vale interior e vinculado a fissuras ao longo de eixos específicos paralelos e apresenta atividade descontínua. Um exemplo de morfologia de dorsal de lento espalhamento é a dorsal Meso-Atlântica.
No caso de dorsais que apresentam rápida expansão, a taxa de suprimento de magma é maior, de modo a manter quente toda a região da crista em profundidade relativamente rasa e isso se deve à presença de uma câmara magmática estacionária, apesar de também sofrer efeitos de resfriamento dado pela circulação hidrotermal. Apresentam topografia axial relativamente suave em função da alta taxa de erupção e baixa viscosidade do magma e são caracterizadas por um alto axial de até 400m de altitude e 1-2km de largura, escarpas de falha de dezenas de metros, além de planos de falha mergulhando tanto para dentro como para fora do eixo da dorsal. O vulcanismo é em grande parte confinado aos altos axiais que, por sua vez, parecem ser apoiados pela flutuação da câmara magmática abaixo. Essa geometria se apresenta em uma zona muito estreita e persistente de intrusão de diques e subsidência isostática à medida que a espessura do pacote de material vulcânico aumenta para fora do ponto de extrusão. Um exemplo desta morfologia é a dorsal do Pacífico, a qual apresenta um domo regular com caldeira axial estreita. Além destes, existem também as dorsais de expansão intermediária que apresentam vulcão central com moderada continuidade, marcada por uma construção vulcânica por pillow lavas, como acontece na Dorsal Juan de Fuca.